# Claudia Feh
Pour les articles homonymes, voir Feh.
Claudia Feh, née en 1951, est une biologiste et éthologue suisse, spécialisée dans les comportements des chevaux. Elle est la fondatrice de l'association Takh, vouée à la conservation des chevaux de Przewalski, menacés de disparition dans les années 1970, et est à l'origine de leur réintroduction en Mongolie.

## Parcours

### Jeunesse et formation
Passionnée par les chevaux, elle pratique l'équitation. Durant l'école secondaire, elle est encouragée par son professeur de biologie à réaliser un projet de recherche portant sur les zèbres du zoo de Zurich. Elle est également marquée par les peintures pariétales de chevaux sauvages lors de sa visite des grottes de Lascaux. Par la suite, elle passe également plusieurs années à observer le comportement de chevaux en Camargue.
Elle est diplômée d'une thèse de doctorat de l'université d'Aix-Marseille II. 

### Sauvegarde des chevaux de Przewalski

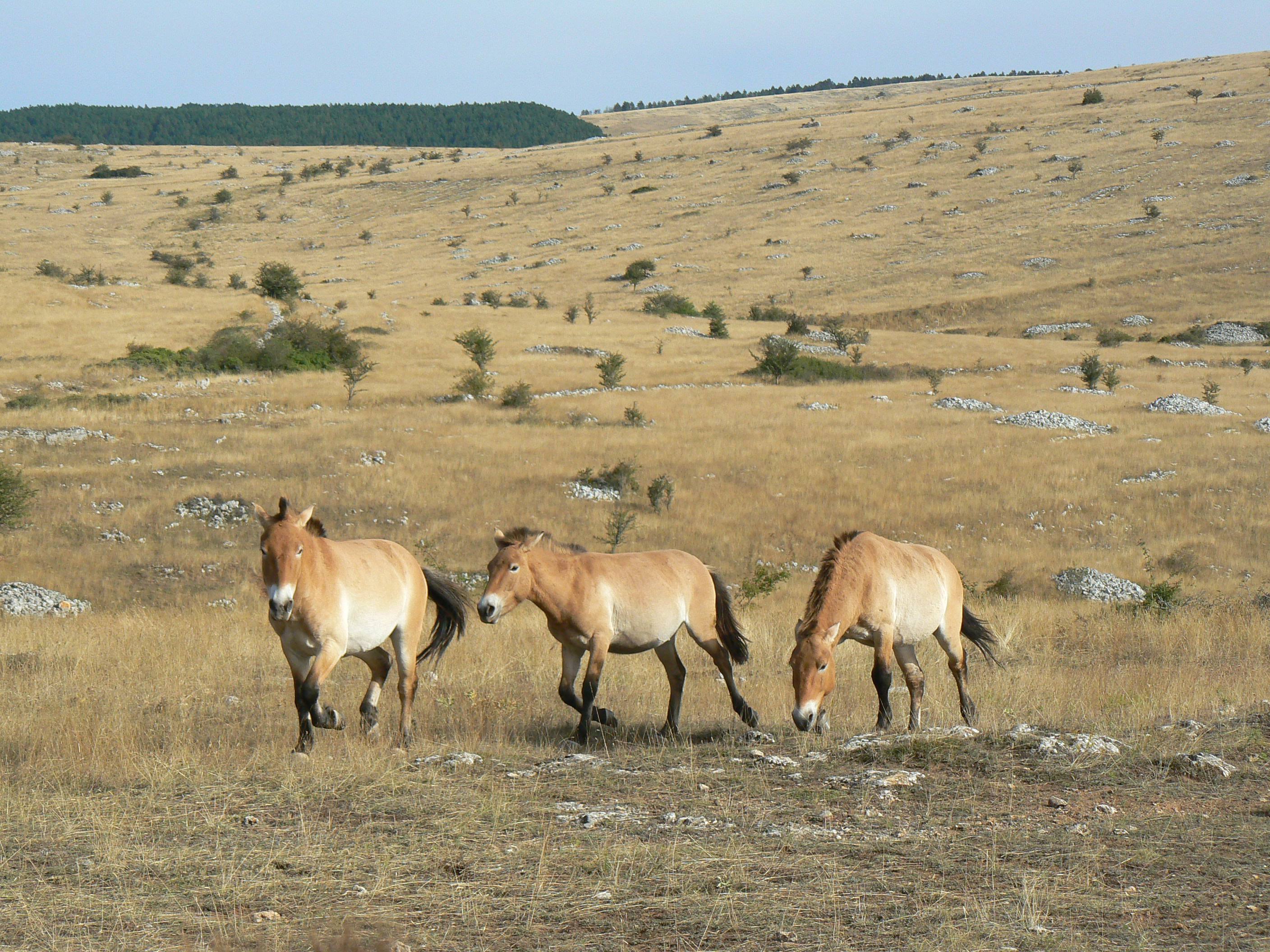
Chevaux de Przewalski sur le causse Méjean.

En 1991, elle fonde l'association Takh (« cheval sauvage » en mongol), destinée à la conservation des chevaux de Przewalski.
Au début des années 1990, elle constitue un groupe de onze chevaux de Przewalski, originaires de plusieurs zoos européens. Elle prend le risque de placer ces cinq étalons et six juments en liberté dans le sud de la France, dans un parc des Cévennes, choisi pour sa similarité avec leur milieu naturel, afin qu'ils se réhabituent à la vie sauvage, certains n'ayant jamais brouté d'herbe ni vécu en groupe social,,,. Dans cet espace, les chevaux peuvent former des groupes sociaux librement, adopter une hiérarchie naturelle et de se reproduire naturellement,. En 2004, le groupe comporte 55 chevaux, forme cinq groupes familiaux et deux groupes d'étalons, et atteint la troisième génération d'individus. Ceux-ci ont retrouvé un comportement normal, les chevaux étant moins agressifs et les étalons ne commettant plus d'infanticides, contrairement à pendant leur période de captivité,,.
Elle développe un projet de restauration dans la région mongole de Khomiin Tal, près du parc national des Lacs noirs. En septembre 2004, douze des cinquante-cinq chevaux du Villaret y sont réintroduits au sein d'une surface clôturée de 150 km2. Afin que la réintroduction soit un succès, Claudia Feh cherche à intégrer les populations locales au projet, les chevaux domestiques ne devant pas s'hybrider avec les chevaux de Przewalski ni leur transmettre de maladies,,. Elle développe pour cela un système de microcrédit, afin que les populations nomades puissent diversifier leurs activités et diminuer leur dépendance vis-à-vis de l'élevage. Elle participe également à une étude menée par des chercheurs du Centre for GeoGenetics, au sein du Muséum d’histoire naturelle du Danemark. Ces chercheurs ont analysé les génomes de chevaux de Przewalski vivants et les ont comparé aux restes, conservés dans des musées, de chevaux de la même espèce, par le passé, permettant d'améliorer les stratégies de reproduction.

## Distinction
Elle reçoit en 2004 le prix Rolex pour l'entreprise, pour son projet de sauvegarde des chevaux Przewalski,.

## Publications
- (en) « Evolutionary Genomics and Conservation of the Endangered Przewalski’s Horse », Current Biology,‎ septembre 2015 (DOI 10.1016/j.cub.2015.08.032, lire en ligne)
- (en) Claudia Feh et B. Munkhtuya, « Male infanticide and paternity analyses in a socially natural herd of Przewalski's horses: Sexual selection? », Behavioural Processes, vol. 78,‎ août 2008, p. 335-339 (lire en ligne)
- (en) C. Feh, B. Munkhtuya, S. Enkhbold et T. Sukhbaatar, « Ecology and social structure of the Gobi Khulan Equus hemionus subsp. in the Gobi B National Park, Mongolia », Biological Conservation, vol. 101,‎ septembre 2001, p. 51-61 (DOI 10.1016/S0006-3207(01)00051-9, lire en ligne)
- (en) R. P. Reading, H. M. Mix, B. Lhagvasuren, C. Feh, D. P. Kane, S. Dulamtseren et S.Enkhbold, « Status and distribution of khulan (Equus hemionus) in Mongolia », Journal of The Zoological Society of London,‎ juillet 2001 (DOI 10.1017/S0952836901000887, lire en ligne)